# Carmen de Khayelitsha
Pour plus de détails, voir Fiche technique et Distribution.
Carmen de Khayelitsha (U-Carmen e-Khayelitsha) est un film sud-africain de Mark Dornford-May sorti en 2005.

## Synopsis
U-Carmen eKhayelitsha est un film chanté et parlé en xhosa. Basé sur l’opéra de Bizet datant du XIXe siècle, l’histoire se déroule dans un township près du Cap : Khayelitsha. La relation entre l’opéra original et le scénario se fait grâce à la troupe théâtrale Dimpho Di Kopane et à la partition de Bizet mélangée à de la musique traditionnelle sud-africaine. L’énergie, la solidarité et la chaleur de la vie de Kayelitsha en font un endroit propice au déroulement de l’histoire.

## Fiche technique
- Réalisateur : Mark Dornford-May
- Producteurs : Mark Dornford-May, Camilla Driver, Spier Films
- Producteur exécutif : Ross Garland
- Scénariste : Mark Dornford-May
- Directeur de la photographie : Giulio Biccari
- Compositeur : Charles Hazlewood
- Monteuse : Ronelle Loots
- Distribution : ID Distribution, France
- Durée : 120 minutes
- Année de production: 2004

## Distribution
- Pauline Malefane : Carmen
- Zamile Gantana : capitaine Gantana
- Andiswa Kedama : Amanda
- Ruby Mthethwa : Pinki
- Andile Tshoni : Sergent Kosi
- Bulelwa Cosa : Mandisa
- Zintle Mgole : Faniswa
- Lungelwa Blou : Nomakhaya
- Zorro Sidloyi : Lulamile Nkomo
- Noluthando Boqwana : Manelisa

## Une œuvre originale
- Cette œuvre adapte Carmen, le célèbre opéra de Georges Bizet à notre époque, dans un township sud-africain.

- Si la musique originale est utilisée, le livret est entièrement chanté en xhosa.

## Récompense
- Ours d'or au festival de Berlin 2005